# Glenn Medeiros (álbum de 1990)
Glenn Medeiros es el tercera álbum de estudio y el segundo homónimo del cantante estadounidense Glenn Medeiros, lanzado en 1990. Incluye el sencillo número uno del Billboard Hot 100 de Estados Unidos "She Ain't Worth It", con Bobby Brown.
El álbum alcanzó el puesto 82 en la lista Billboard 200 y el 93 en la Billboard R&B/Hip-Hop Albums en los Estados Unidos. 

## Posicionamiento en listas
| Lista (1990)                            | Máxima posición |
| --------------------------------------- | --------------- |
| Australia (Australian Albums) (ARIA)    | 69              |
| Estados Unidos (Billboard 200)          | 82              |
| Estados Unidos (Top R&B/Hip-Hop Albums) | 93              |

## Lista de canciones
| N.º | Título                                              | Escritor(es)                        | Duración |  |
| 1.  | «Cracked Up»                                        | Antonina Armato - Ian Prince        | 4:04     |  |
| 2.  | «The Best Man»                                      | Armato - Prince - Glenn Medeiros    | 3:59     |  |
| 3.  | «Niki»                                              | Armato - Prince - Medeiros          | 4:18     |  |
| 4.  | «Just Like Rain»                                    | Armato - Prince                     | 4:19     |  |
| 5.  | «Boyfriend»                                         | Armato - Prince                     | 3:45     |  |
| 6.  | «She Ain't Worth It» (featuring Bobby Brown)        | Armato - Prince - Brown             | 3:35     |  |
| 7.  | «Me − U = Blue» (featuring The Stylistics)          | F. Golde - A. Goldmark - B. Roberts | 4:27     |  |
| 8.  | «LovelyLittleLady»                                  | Brown                               | 3:36     |  |
| 9.  | «All I'm Missing Is You» (featuring Ray Parker Jr.) | Armato - Parker                     | 4:18     |  |
| 10. | «Doesn't Matter Anymore»                            | Armato                              | 4:11     |  |